# Sveti Jurij (Gornja Radgona)
Sveti Jurij aan de Ščavnica (Sloveens: Sveti Jurij ob Ščavnici; Duits: Sankt Georgen an der Stainz) is een gemeente in Slovenië. Tijdens de volkstelling in 2002 telde Sveti Jurij 2883 inwoners, die in 27 kleinere dorpen wonen. Landbouw en wijnbouw bepalen het beeld. De gemeente is bekend vanwege enige inwoners, die grote invloed hebben gehad op de geschiedenis van de Slovenen (zie beneden). De eerste eigenaar van Sveti Jurij in de Middeleeuwen was het sticht Sankt Paul in Karinthië.

## Woonkernen
Gemeente Sveti Jurij omvat de volgende plaatsen: Biserjane, Blaguš (eerste vermelding in 1443), Bolehničici, Brezje, Čakova, Dragotinci (eerste vermelding in 1357), Gabrc, Galušak, Grabonoš, Grabšinci (eerste vermelding in 1265), Jamna, Kočki vrh, Kokolajnščak, Kraljevci, Kupetinci (eerste vermelding tussen 1265 en 1267), Kutinci, Mali Moravščak, Rožički vrh, Selišci, Slaptinci, Sovjak (eerste vermelding in 1356), Stanetinci, Stara Gora, Sveti Jurij (eerste vermelding in 1329), Terbegovci, Ženik en Žihlava (eerste vermelding vóór 1267).

## Bezienswaardigheden
In Blaguš ligt het blaguško stuwmeer, dat in 1953 ontstond en sindsdien voor recreatiedoeleinden gebruikt wordt. In Jamna bevinden zich overblijfselen van een kleine Romeinse nederzetting, terwijl zich in Dragotinci enige grafheuvels uit de oudheid bevinden, evenals in Slaptinci (acht) en in Terbegovci (zeven grafheuvels).
Stara Gora heeft een kerk van de Heilige Geest uit 1697, het interieur dateert vrijwel geheel uit 1709. In Stara Gora staat eveneens een uit 1819 daterend schoolgebouw, waar tussen 1901 en 1924 dichteres Kristina Šuler onderwees.
Sveti Jurij heeft een romaanse kerk van Sint-Joris, die uit de 14e eeuw dateert. De kerk is ommuurd sinds vóór 1336 en diende onder meer als verdediging tijdens invallen van de Turken. De van oorsprong romaanse kerk heeft eveneens laat-gotische elementen, sporen van een begin 16e eeuw plaatsgevonden verbouwing. Een zijschip werd in de barok aangebouwd. De verdedigingsmuur werd in 1837 veranderd en dient tegenwoordig als omheining van het kerkhof.

## In Sveti Jurij zijn geboren
- Vekoslav Grmič (Dragotinci), theoloog en bisschop
- Anton Korošec (Biserjane), theoloog en politicus
- Davorin Trstenjak, strijder voor nationale zelfbeschikking
- Edvard Kocbek (Sveti Jurij), schrijver, publicist en politicus
- Bratko Kreft (Sveti Jurij), literator